# Óscar Moglia
Óscar Aldo Moglia Eiras (ur. 1 lutego 1936 w Montevideo, zm. 8 października 1989) – urugwajski koszykarz, brązowy medalista olimpijski z Melbourne.
Zawody w 1956 były jego jedynymi igrzyskami olimpijskimi i z reprezentacją zdobył brązowy medal, zdobywając średnio 26 punktów na mecz. Był złotym medalistą mistrzostw Ameryki Południowej w 1953 i 1955, srebrnym w 1958. Brał udział w mistrzostwach świata w 1954 (był królem strzelców tej imprezy ze średnią 18.7 punktu na mecz) i 1967.

## Osiągnięcia
Reprezentacja
- Zaliczony do I składu mistrzostw świata (1954)